# Patrulla Blava
La Patrulla Blava va ser una unitat d'aviació, creada al desembre de 1936 per Joaquín García-Morato.

## Antecedents

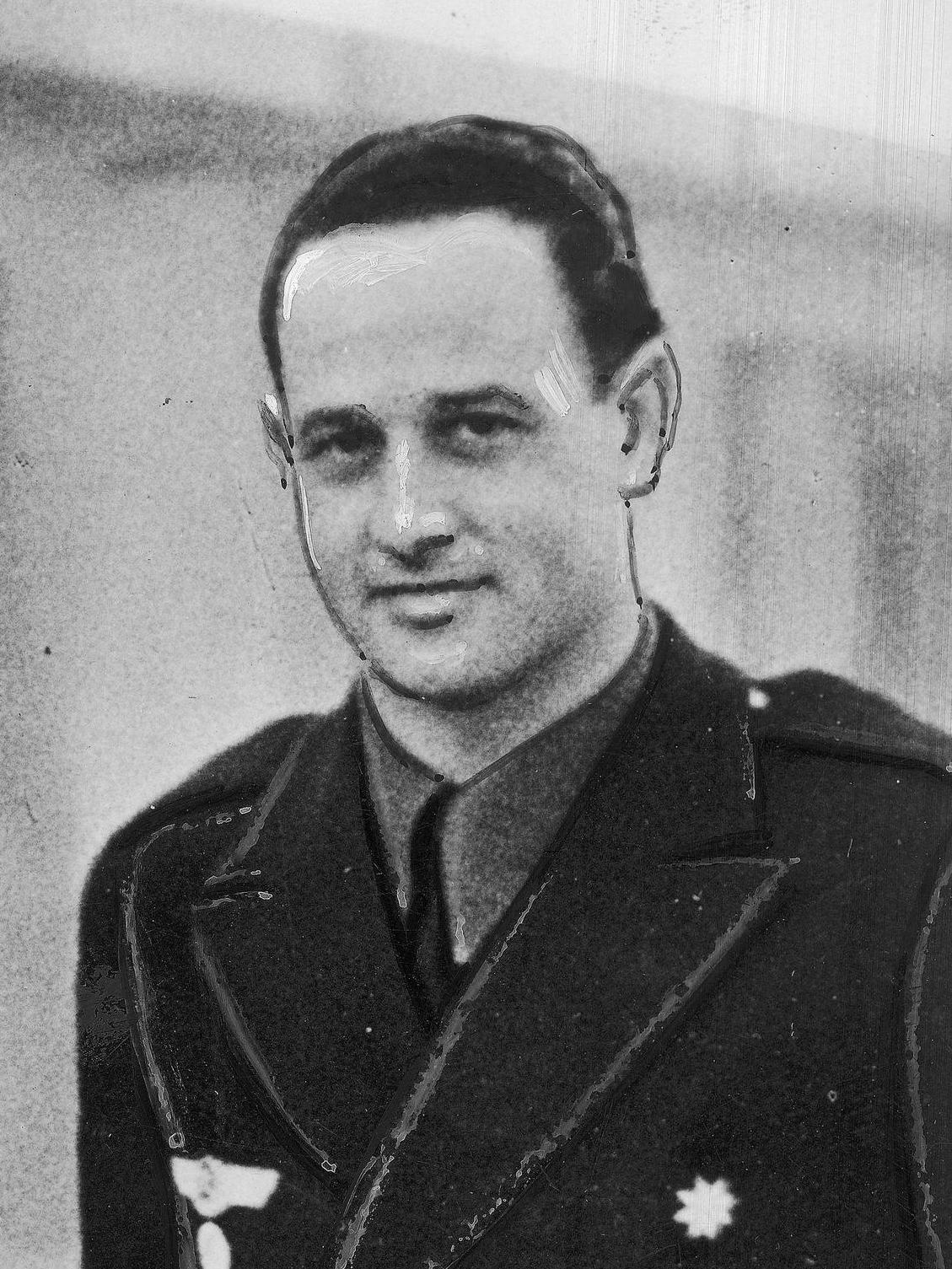
Joaquín García-Morato.

La Patrulla Blava va ser creada durant la Guerra Civil espanyola per Joaquín García-Morato al desembre de 1936. Després de la revolta militar, l'aviació de caça espanyola estava dotada de pocs caces Nieuport NiD-52, que aviat van quedar obsolets.
Poques setmanes després de començar la guerra, l'Aviació Nacional ja depenia totalment dels avions cedits pels seus aliats alemanys i italians, la qual cosa els restava independència operativa. Aquests sovint es negaven a obeir als comandaments de l'Aviació Nacional, degut en part al fet que no acceptaven haver de sotmetre's a les seves ordres, així com a les diferències de criteri a l'hora d'actuar.
Al desembre de 1936, l'Aviació Nacional disposava de 6 Heinkel He-51 cedits pels alemanys, però aquests avions estaven ja obsolets per ser usats com a caces.

## Inici
En aquestes mateixes dates, l'aviació italiana cedeix als espanyols tres avions Fiat CR-32, més adequats per usar-los com a caces, la qual cosa va permetre Joaquín García-Morato crear la Patrulla Blava en unió dels pilots Narciso Bermúdez de Castro i Julio Salvador y Díaz-Benjumea. Amb aquesta patrulla, els espanyols van poder efectuar missions de caça de manera independent, sense haver de dependre del suport de la caça alemanya i italiana.

## Components
- Narciso Bermúdez de Castro seria abatut i mort al juliol de 1937 durant la batalla de Brunete.
- Joaquín García-Morato moriria en un accident aeri el 4 d'abril de 1939, uns dies després de finalitzar la guerra.
- Julio Salvador y Díaz-Benjumea arribaria a ser Ministre de l'Aire d'Espanya, retirant-se amb el grau de Tinent General.

## Emblema
Amb ells es va fer famós el seu emblema, compost per un falcó, una avutarda i una merla en un cercle blanc amb la vora blava i amb la llegenda "Vista, suerte y al toro".
Cada ocell representava a un dels tres primers pilots de la unitat: el falcó era Joaquín García-Morato, el pioc salvatge Narciso Bermúdez de Castro i la merla, Julio Salvador y Díaz-Benjumea.
Després de la guerra civil, l'emblema va acompanyar a les unitats de caça que van marxar a Rússia durant la Segona Guerra Mundial per combatre al costat dels alemanys integrats en la Jagdgeschwader JG 27 sota el nom genèric d'Esquadrilla Blava.
Seria utilitzat després de manera continuada per successives unitats de l'Exèrcit de l'Aire, considerant-se que l'emblema representa la tradició de la caça per ser l'emblema de Morato, màxim as de l'aviació militar espanyola.
Amb la baixa dels Mirage III i el tancament de la Base de València, l'Ala 11 que porta usant l'emblema des de fa dècades, es va desplaçar a la Base Aèria de Morón. En l'actualitat l'emblema ho segueix usant l'Ala 11 dotada amb els nous reactors Eurofighter Tifó (Typhoon), que llueixen l'emblema de la Patrulla Blava en un esquema de baixa visibilitat a dos colors.

## Batalla del Jarama
En la batalla del Jarama durant febrer de 1937, la negativa de l'aviació italiana a escortar als bombardejos Dj.-52 espanyols, per darrere de les línies enemigues, va impulsar Alfredo Kindelán, cap de l'Aviació Nacional, a destacar la Patrulla Blava a aquest front. Aquesta patrulla va ser assignada a una esquadrilla italiana per escortar amb els seus tres avions als bombarders espanyols.
El 18 de febrer de 1937, l'aviació italiana es va negar a travessar les línies pròpies per a protegir els bombarders espanyols.
Joaquín García-Morato, al capdavant de la seva patrulla de tres avions, va creuar les línies per protegir als bombarders i es va enfrontar a més de 30 avions de caça republicans, que s'havien llançat a assetjar als bombarders.
Els pilots de caça italians, en veure el destret en què es trobaven els caçadors espanyols, van desobeir les ordres dels seus superiors i van creuar les línies en suport dels seus aliats. Després del combat, la caça republicana es va retirar després de sofrir la pèrdua de diversos caces. Després d'aquest combat, l'Aviació Nacional va arrabassar la supremacia aèria a l'Aviació Republicana.
Aquesta gesta va suposar la Creu Llorejada de Sant Ferran per a Joaquín García-Morato i la Medalla Militar Individual per a Narciso Bermúdez de Castro i Julio Salvador y Díaz-Benjumea. Aquesta acció militar va llançar a la fama la Patrulla Blava.

## Primer Grup de Caça
L'abril del 1937, la cessió de més Fiat C.R.32 per part dels italians va permetre crear una esquadrilla de caça, la 1-I-3 (Primera Esquadrilla d'avions Tipus 3), i a la fi de mes es va formar la 2-I-3. Ajuntant ambdues esquadrilles es va crear el primer grup de la caça hispana, el 2-G-3.
A partir d'aquest moment, l'aviació de caça espanyola va ser augmentant en grandària i autonomia, asseient les bases de la 'Brigada Hispana', un dels components de l'aviació en el bàndol revoltat, al costat de l' 'Aviació Legionària' (italians) i la 'Legió Còndor' (alemanys) i que després de la guerra civil seria la base sobre la qual es crearia l'Exèrcit de l'Aire espanyol.